# Los reyes del perreo
A Los reyes del perreo (magyar jelentése: A perreo királyai) az Alexis & Fido Puerto Ricó-i reggaetón duó második albuma, mely egy válogatás a korábbi dalaikból. A lemez 2006. szeptember 19-én jelent meg.

## Számlista
1. Decidir - Dönteni(2:58)
2. Me quiere besar - Meg akar csókolni(2:35)
3. Dulce - Édesség(featuring: Arcángel & De La Ghetto) (3:52)
4. La llamada - A hívás(featuring: Los Yetzons) (2:59)
5. Descontrol - Figyelmetlenség(3:08)
6. Tocale bocina (remix) - Dudálj(3:04)
7. El tiburón - A cápa(featuring: Baby Ranks) (2:44)
8. Gata michu michu (remix) - Cicamica cicalány(3:11)
9. Piden perreo - Perreo-t kérnek(featuring: Wisin & Yandel) (3:22)
10. Te pase el rolo - Neked adjam a rolót(2:46)
11. El palo - A bot(2:52)
12. La calle me llama - Az utca hív engem(featuring: Yandel) (3:05)
13. Ella le gusta - Szereti(2:13)
14. Jinete - Lovas(featuring: Wisin) (3:04)